# Harohalli, Mysore
Harohalli là một làng thuộc tehsil Mysore, huyện Mysore, bang Karnataka, Ấn Độ.